# Good News International Ministries
Good News International Ministries (GNIM), označované také jako hnutí (nebo kult) Shakahola, je nové náboženské hnutí založené v oblasti Shakahola v africké Keni. GNIM založil v roce 2003 Paul Nthenge Mackenzie. Učení GNIM vychází z křesťanství, je ovlivněno pentekostalismem a dalšími myšlenkami nových náboženských hnutí v Africe. Hnutí je orientované na svého vůdce Mackenzieho, který podle jeho vyznavačů komunikuje s Bohem a je veden Duchem svatým. GNIM je silně protizápadní, odmítá lékařskou péči, vzdělávání nebo třeba i sport.
Větší pozornost získalo hnutí GNIM v dubnu 2023, kdy vyšlo najevo, že zakladatel Mackenzie přiměl přibližně čtyři sta následovníků, aby vyhladověli až k smrti a setkali se tak s Ježíšem. Po smrti čtyř stovek lidí bylo GNIM medializováno a najevo vycházely další nezákonné skutečnosti.